# Carl Östberg junior
Carl Östberg (jr), född 8 juni 1806 i Stockholm, död 1 juni 1865 i Lübeck (folkbokförd i Älvkarleby församling, Uppsala län), var en svensk bruksägare, bruksdisponent, riksdagsman och riddare av Nordstjärneorden. Han var son till brukspatronen Carl Östberg (sr) och Elisabeth Carolina Tham.

## Biografi
Östberg inriktade tidigt på en karriär inom den svenska bergshanteringen. Han studerade till bergsingenjör på Falu bergsskola och avlade hovrättsexamen och examen till bergsstaten i Uppsala. Efter omfattande resor i utlandet blev han kanslist i bergskollegium, men lämnade denna befattning sedan han tillsammans med sin morbror Per Adolf Tamm 1845 blivit ägare till Älvkarleö bruk. När Tamm år 1856 kände sina krafter avtaga, överlät han skötseln av Österby bruk och Söderfors bruk till sin systerson Carl Östberg.
Östberg var ledamot av borgarståndet i riksdagen från 1847 samt fullmäktig i Jernkontoret från 1862. På grund av vacklande hälsa överlät Carl Östberg skötseln 1865 av Österby till sin släkting Claës Gustaf Adolf Tamm och avsade sig befattningen som disponent på Söderfors som då övertogs av brodern Gustaf Östberg. På väg att söka bot för sin ohälsa avled han i Lübeck samma år. Han förblev ogift.